# Военно-воздушное министерство США
Военно-воздушное министерство (англ. Department of the Air Force (DAF)) — одно из трёх военных ведомств, входящих в министерство обороны Соединенных Штатов Америки. Военно-воздушное министерство было сформировано 18 сентября 1947 года в соответствии с Законом о национальной безопасности 1947 года и включает в себя все элементы и единицы ВВС США. Возглавляется министром ВВС — гражданским лицом, подчиняющимся министру обороны.

## История
Министерство было основано 18 сентября 1947 с целью управления военно-воздушными силами страны и вошло в состав министерства обороны США на равных правах с министерством армии и министерством военно-морских сил США.